# Den Tyske Ideologi
Den tyske ideologi er en række manuskripter skrevet af Karl Marx og Friedrich Engels omkring 1845.
Den tyske ideologi regnes i dag som et af de vigtigste filosofiske værker ved Marx & Engels,[kilde mangler] men målet med teksten var ifølge Marx at opnå egenforståelse, og derfor blev teksten overladt til gemmerne. Først i 1932 blev det meste af manuskriptet, som ikke længere var komplet, udgivet af Marx-Engels Instituttet i Moskva.
Værket er formet som en kritik af unghegelianerne som Ludwig Feuerbach, Max Stirner og Bruno Bauer, og giver den første udlægning af Marx og Engels historieteori, som senere er blevet kaldt historisk materialisme.